# Boulengerula spawlsi
Boulengerula spawlsi é uma espécie de anfíbio gimnofiono da família Herpelidae. O seu estado de conservação ainda não foi avaliado pela Lista Vermelha da UICN. Está presente no Quénia.